# In taberna

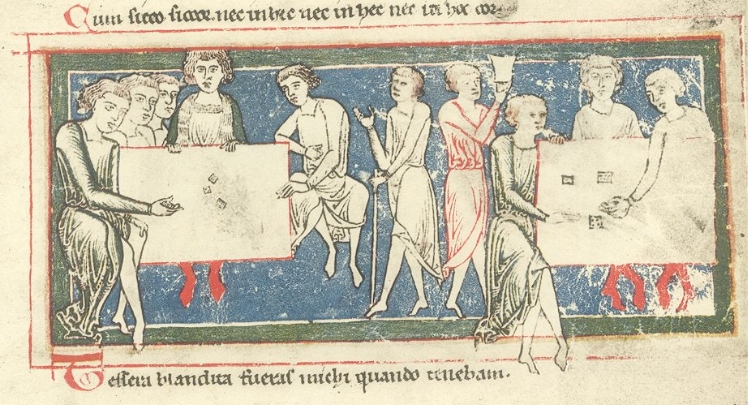
Играющие и пьющие из Кодекса Буранус

«In Taberna» (рус. В таверне) — одна из самых известных средневековых застольных песен на латинском языке, была написана около 1160 года. 196 песня в кодексе Carmina Burana, крупнейшем сборнике поэзии вагантов. Поскольку поэзия вагантов в большинстве своём анонимна, точно установить авторство In Taberna не представляется возможным.
Текст песни рассказывает о безудержном веселье в таверне, играх и пьянстве. Повествование ведётся от лица рассказчика и состоит из нескольких разделов: введение, затем описывается игра в кости и проигравшие, далее произносятся четырнадцать тостов, в том числе за заключённых, христиан, блудниц, лесных разбойников и папу римского. Далее идёт перечисление 26 различных сословий, профессий, возрастов, характеров людей, которых можно встретить в таверне. В заключение говорится об упадке и убожестве пьяниц, но вывод следует такой, что именно ввиду своего «смирения» они будут причислены к праведникам.
Баллада имеет ряд слабо различающихся между собой вариантов мелодии и переведена на несколько языков, в том числе английский, немецкий, русский, украинский, белорусский и т. д.

## Текст песни
|                                                       | In Taberna In taberna quando sumus, non curamus, quid sit humus, sed ad ludum properamus, cui semper insudamus. quid agatur in taberna, ubi nummus est pincerna, hoc est opus, ut queratur, sed quid loquar, audiatur. Quidam ludunt, quidam bibunt, quidam indiscrete vivunt. sed in ludo qui morantur, ex his quidam denudantur; quidam ibi vestiuntur, quidam saccis induuntur. ibi nullus timet mortem, sed pro Baccho mittunt sortem. Primo pro nummata vini; ex hac bibunt libertini. semel bibunt pro captivis, post hec bibunt ter pro vivis, quater pro Christianis cunctis, quinquies pro fidelibus defunctis, sexies pro sororibus vanis, septies pro militibus silvanis. Octies pro fratribus perversis, novies pro monachis dispersis, decies pro navigantibus, undecies pro discordantibus, duodecies pro penitentibus, tredecies pro iter agentibus. tam pro papa quam pro rege bibunt omnes sine lege. Bibit hera, bibit herus, bibit miles, bibit clerus, bibit ille, bibit illa, bibit servus cum ancilla, bibit velox, bibit piger, bibit albus, bibit niger, bibit constans, bibit vagus, bibit rudis, bibit magus, Bibit pauper et egrotus, bibit exul et ignotus, bibit puer, bibit canus, bibit presul et decanus, bibit soror, bibit frater, bibit anus, bibit mater, bibit ista, bibit ille, bibunt centum, bibunt mille. Parum durant sex nummate, ubi ipsi immoderate bibunt omnes sine meta, quamvis bibant mente leta. sic nos rodunt omnes gentes, et sic erimus egentes. qui nos rodunt, confundantur et cum iustis non scribantur. |  | Кабацкая песня Во кабацком сидя чине, Мы не мыслим о кручине, А печемся лишь о черни, Чей приют у нас в таверне. Что за жизнь в кабацкой келье, Где на грош идет веселье, — Если спросите об этом, Удостою вас ответом. Здесь играют, выпивают, Здесь и песню запевают; А за кости кто присядет — Тот не всяк с судьбою сладит. Тот найдет себе одежу, Тот оденется в рогожу, Не пугает нас кончина, Есть покуда зернь и вина. Бросим кости наудачу, Чтобы стать вином богаче: Выпьем раз за тех кто узник, Два — за тех, кто нам союзник, Три, четыре — за крещеных, Пять — за девок совращенных, Шесть — за праведных покойников Семь — за всех лесных разбойников, Восемь пьем за братьев блудных, Девять — за скитальцев трудных, Десять пьем за тех, кто в море, Дальше пьем за тех, кто в ссоре, Дальше пьем за бедных кающихся, В путь-дорогу отправляющихся, А за кесаря и папу Пьем без счета, снявши шляпу. Пьет хозяин, пьет хозяйка, Пьет и братия, и шайка, Пьет и овый, пьет и оный, Пьет невежда, пьет ученый, Пьет монах и рыцарь тоже, Пьет епископ и вельможа, Пьет и трезвый, и пьянчужка, Пьет и барин, пьет и служка; Пьют и домосед и странник, И неведомый изгнанник, Пьет и старый, пьет и малый, Пьет и шалый, пьет и вялый, Пьет и бабка, пьет и дедка, И мамаша, и соседка, Пьет богатый, пьет и нищий, Хлещут сотни, хлещут тыщи. Сто кругов обходят чаши, И не сохнут глотки наши, Коли пьем, не зная счету, Позабывши всю заботу. Век без хлеба, век без шубы, Злобным людям мы не любы, Но отступит злоба черная, Нашей правдой помраченная. |  |
| Поэзия вагантов / Изд. подг. М.Л. Гаспаров. М., 1975. | |  | |  |

## Исполнители
Песню в разное время исполняли и переделывали следующие исполнители:
- Arte Factum
- Arany zoltan
- Anima Immortalis
- Bakchus
- Corvus Corax
- Cum Fragore
- Dolum Dreame
- Djembe
- Drolls
- Flos Florum
- Gilead
- In Extremo
- Krless
- Lisa Hammer
- Saltatio Mortis
- Stille Volk
- Tristania
- Wolfmare
- Zoltan Arany
- Стары Ольса
- Сергей Русских
- Эдда (рус)
- MystTerra (рус)
- Наследие Вагантов (рус)

а также ряд других групп.